# 薩默塞特 (馬里蘭州)
薩默塞特（英語：Somerset）是一個位於美國馬里蘭州蒙哥馬利縣的市鎮。

## 人口
根據2020年美國人口普查的數據，薩默塞特的面積為0.71平方千米，當中陸地面積為0.71平方千米，而水域面積為0.00平方千米。當地共有人口1187人，而人口密度為每平方千米1,672人。